# General Patton vs. The X-Ecutioners
General Patton vs. The X-Ecutioners è un album in studio collaborativo del musicista Mike Patton e del gruppo X-Ecutioners, pubblicato nel 2005.

## Tracce
1. X-Men Doctrine and Declaration: Target=40:40:11N 73:56:38W – 1:30
2. General P. Counterintelligence: Target=37:47:36N 122:33:17W – 0:40
3. ¡Get Up, Punk! 0200 Hrs. (Joint Special Operations Task Force) – 3:38
4. Roc Raida: Riot Control Agent / Combat Stress Control – 2:05
5. Improvised Explosive Device 0300 Hrs. – 0:36
6. ¡Vaqueros y Indios! (Joint Special Operations Task Force) – 1:52
7. Precision Guided Needle-Dropping and Larynx Munitions (PGNDLM) – 1:55
8. Duelling Banjo Marching Drill – 1:54
9. Battle Hymn of the Technics Republic – 1:11
10. ¡Fire in the Hole! 0400 Hrs. (Joint Special Operations Task Force) – 2:14
11. Convulsive Antidote for Nerve Agent Autoinjector (CANAA) – 0:43
12. Modified Combined Obstacle Overlay (MCOO) …or... "How I Learned to Stop Worrying and Love the Turntables" – 2:41
13. Surprise Swing Insurgency / Tabla and Tongue Twist Counterattack / "Dragon Seeks Path" – 3:41
14. ¡Kamikaze! 0500 Hrs. ("Take a Piece of Me") – 2:16
15. "We'll Paint This Town" -- Throat and Phonograph Fire Support Coordination Measures (TPFSCM) – 1:40
16. Imitative Electromagnetic Deception (IED) / Digital Nonsecure Voice Terminal (DNVT) – 0:21
17. A.W.O.L. Block Party Brawl 0600 Hrs. – 1:50
18. Eastside Multichannel Tactical Scratch Communications (EMTSC) – 1:41
19. ¡Pimps Up, Aces High! 0700 Hrs. (Westside Swashbuckling Parade) – 1:28
20. Warcry / Infrared R'n'B Hallucination / Jungle Operations Exfiltration System – 3:02
21. L.O.L. - ¡Loser on Line! (Hate the Player, Hate the Game) – 3:34
22. Low Altitude Vocal Parachute Extraction System (LAVPES) – 1:04
23. Battle Damage Assessment and Repair / White Flag Surrender / "Wake Me Up in Heaven" – 4:52